# Vieja
Vieja es un género de peces de agua dulce de la familia Cichlidae. La distribución geográfica del género se limita a América Central, principalmente México, Guatemala y Nicaragua. En general poseen un cuerpo ovalado y miden entre 15-35 cm (6 a 13,8 pulgadas). El género agrupa a 16 especies.
En algunas regiones, como en las islas Canarias, esta denominación se refiere también al género Sparisoma, en concreto Sparisoma cretense (conocido como loro viejo comercialmente, pero también llamado vieja colorada, vieja parda, vieja gris, vieja melada, vieja lora, macho pardo y chifleta), en otras regiones se refiere a Parablennius tentacularis.

## Especies
- Vieja argentea (Allgayer, 1991)
- Vieja bifasciata (Steindachner, 1864)
- Vieja breidohri (Werner & Stawikowski, 1987)
- Vieja fenestrata (Günther, 1860)
- Vieja godmanni (Günther, 1862)
- Vieja guttulata (Günther, 1864)
- Vieja hartwegi (Taylor & Miller, 1980)
- Vieja heterospila (Hubbs, 1936)
- Vieja intermedia (Günther, 1862)
- Vieja maculicauda (Regan, 1905)
- Vieja melanura (Günther, 1862)
- Vieja microphthalma (Günther, 1862)
- Vieja regani (Miller, 1974)
- Vieja synspila (Hubbs, 1935)
- Vieja tuyrensis (Meek & Hildebrand, 1913)
- Vieja zonata (Meek, 1905)